# Fabrizio Vannucci
Fabrizio Vannucci (Grosseto, 10 agosto 1960) è un ex ciclista su strada italiano, professionista dal maggio 1986 al 1989.
Pur non riuscendo a imporsi in nessuna competizione fra i professionisti, ottenne numerosi piazzamenti di rilievo, come il secondo posto al Gran Premio Città di Camaiore 1986, il terzo al Giro di Romagna 1985, il quarto alla Coppa Placci 1986, il quinto alla Coppa Sabatini 1987 e il decimo al Giro di Lombardia 1985.

## Palmarès
- 1981 (dilettanti)

Circuito di Tuoro
- 1983 (dilettanti)

Gran Premio Comune di Cerreto Guidi
5ª tappa Giro della Valle d'Aosta (Biella > La Magdeleine)
9ª tappa Giro d'Italia dilettanti (Casorezzo > Omegna)
- 1984 (dilettanti)

Circuito di Cesa
Gran Premio Vivaisti Cenaiesi
1ª tappa Giro d'Italia dilettanti (Arma di Taggia > Bra)
Bassano-Monte Grappa
1ª tappa Giro della Valle d'Aosta (Pont-Saint-Martin > Saint-Vincent)

## Piazzamenti

### Grandi Giri
- Giro d'Italia

1985: 37º
1988: 36º
1987: 64º
1988: 95º

### Classiche monumento
- Giro di Lombardia

1985: 10º
1987: 14º